# Geschiedenis van het Verenigd Koninkrijk
Het Verenigd Koninkrijk omvat Engeland, Schotland, Wales en Noord-Ierland.
Meer dan honderd jaar lang maakte het eiland Ierland er in zijn geheel deel van uit.
Hoewel de term al eerder werd gebruikt om het vrijwillig samengaan van de landen te omschrijven, werd hij niet beschouwd als de naam van het rijk, die officieel "Koninkrijk Groot-Brittannië" luidde. Van een politieke eenheid was tot in de 18e eeuw namelijk geen sprake. Alleen Engeland en Wales realiseerden hun eenheid al tijdens de middeleeuwen, hoewel een volledige integratie pas plaatsvond onder Hendrik VIII. Het koninkrijk Schotland werd in 1603 verenigd met zijn zuidelijke buurman, het koninkrijk Engeland. Er moest gewacht worden op de Acts of Union van 1707, die de geboorte inluidde van het Koninkrijk Groot-Brittannië. Van een "Verenigd Koninkrijk" werd pas sprake in 1801, na een juridische coup door William Pitt die het Ierse parlement dwong om het koninkrijk Ierland te verenigen met Groot-Brittannië.

## Prehistorie en Oudheid

### Neolithicum
In het derde millennium voor Christus bezetten verschillende volken met een eigen cultuur de Britse eilanden. Een deel ervan kwam van het Iberisch Schiereiland en bouwde megalieten aan de zuid- en westkusten. Ook Stonehenge dateert uit deze periode. Rond 2400 v.Chr. arriveerden in twee grote golven andere mensen, van de klokbekercultuur. Zij onderscheiden zich door de bekers die hun graven versieren.

### Brons- en ijzertijd
Rond 1500 v.Chr., de bronstijd, kwamen er mensen uit de Donauvallei. Vanaf de achtste eeuw v.Chr. volgden Keltische invasies, die vooral intensief waren omstreeks 400 v.Chr. (de midden-La Tènecultuur), en in de eerste eeuw v.Chr. volgde de immigratie van Gallische en Belgische stammen.

### Romeinse tijd
In 55 v.Chr. probeerde Julius Caesar Groot-Brittannië te veroveren. Hij werd verslagen door de Britten, het zou tot de komst van Claudius I in 43 n.Chr. duren tot het Romeinse leger weer voet zette op de Britse eilanden - en toen wel overwon. Alleen Ierland, Schotland en Cornwall werden nooit veroverd. De Romeinen brachten rijkdom met zich mee (en later ook het christelijk geloof) en rond de kampen die ze opbouwden voor hun legioenen, ontstonden steden. Vele namen van Engelse steden eindigen ook nu nog in -chester, -caster of -cester; vormen die zijn afgeleid van het Latijnse castra, "legerkamp". De stammen uit het noorden overvielen steeds weer Romeinse steden en in 125 n.Chr. bouwden de Romeinen de Muur van Hadrianus om hen op afstand te houden.

## Vroege Middeleeuwen
In de 5e eeuw verlieten de Romeinen Engeland vanwege aanvallen op Rome zelf en werden de Britten aan hun lot overgelaten. De Romano-Britten vroegen Germaanse stammen (Angelen en Saksen) om hulp toen de Gaels (uit het noorden) de Britten aanvielen, maar in plaats van te helpen vielen die stammen, alsook de Juten, zelf binnen.
In de 7e eeuw volgden de aanvallen van de Noormannen: in de Britse eilanden waren die vaak uit Denemarken afkomstig, en worden dan ook Danes genoemd. Na lange oorlogen werd er in de 9e eeuw een verdrag gesloten (de Danelaw) waarbij de Noormannen de noordoostelijke helft van het eiland kregen. Langzaam vermengden de twee groepen zich steeds meer en in het jaar 1016 werd het land weer één onder Koning Knoet de Grote.

## Vereniging

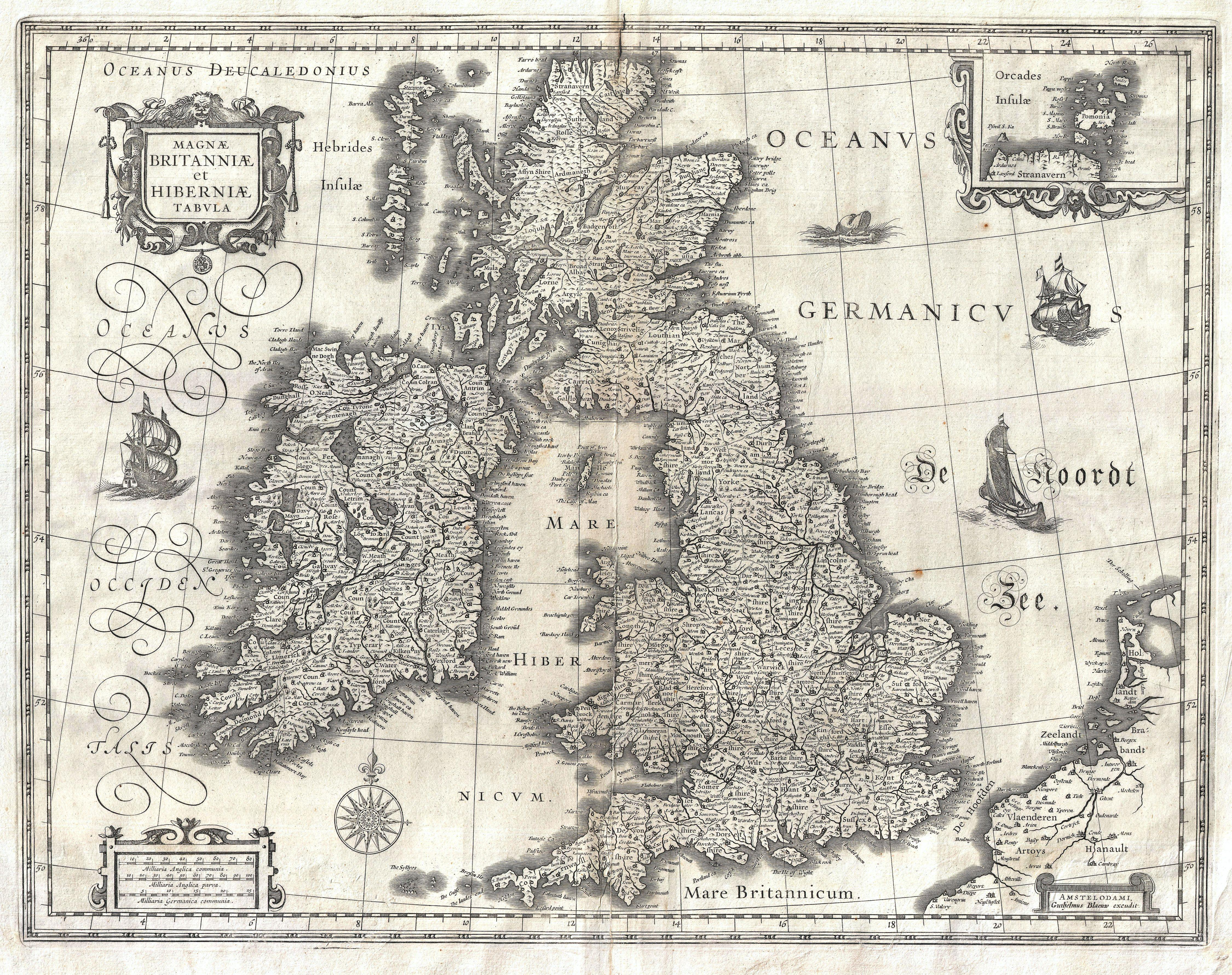
Kaart uit 1631

Het Verenigd Koninkrijk van Groot-Brittannië ontstond bij wet van 1707: onder deze eerste Act of Union hielden Engeland en Schotland op als zelfstandige landen te bestaan. Wales is nooit als geheel een zelfstandig land geweest; de al in de twaalfde en dertiende eeuw geleidelijk onderworpen Welshe prinsdommen werden in 1535/1542 bestuurlijk bij Engeland gevoegd. Een tweede Act of Union voegde hier in 1800 het koninkrijk Ierland bij om zo het Verenigd Koninkrijk van Groot-Brittannië en Ierland te vormen; deze laatste samenvoeging ging in op 1 januari 1801.
De Ieren kozen rond de honderd parlementsleden als afgevaardigden in het Lagerhuis. De adel koos een aantal leden om zitting te nemen in het Hogerhuis.
De Ierse strijd om de onafhankelijkheid verdween nooit geheel. In 1916 werd in Dublin een Ierse Republiek uitgeroepen die in 1919 werd geratificeerd door het zelfbenoemde Ierse parlement. Hierop ontstond de Engels-Ierse oorlog tussen troepen van de kroon en het leger van de Ierse Republiek, die duurde van januari 1919 tot juni 1921.
Bij het verdrag van 1921 werd de Ierse Vrijstaat uitgeroepen, die vervolgens uit het Britse Gemenebest trad en na de Tweede Wereldoorlog een republiek werd. De zes noordelijke, overheersend protestantse, graafschappen bleven deel uitmaken van het Verenigd Koninkrijk.
Sinds 1927 is de officiële benaming dan ook "Verenigd Koninkrijk van Groot-Brittannië en Noord-Ierland".
In 2014 probeerde Alex Salmond de Schotten te bewegen zich af te scheiden, maar in het door de Scottish National Party georganiseerde referendum over de onafhankelijkheid van Schotland werd onafhankelijkheid door de Schotten afgewezen.

## Deelgeschiedenissen
- Geschiedenis van Engeland
- Geschiedenis van Londen
- Geschiedenis van Noord-Ierland
- Geschiedenis van Schotland
- Geschiedenis van Wales